# 日本綠蝦蛄
日本綠蝦蛄（学名：Clorida japonica）为蝦蛄科綠蝦蛄屬下的一个种。